# 田畑智司
田畑 智司（たばた ともじ、1965年 - ）は、日本の言語学者。デジタル・ヒューマニティーズ等専攻。大阪大学大学院人文学研究科教授、英語コーパス学会会長、日本デジタルヒューマニティーズ学会会長。和田勇一賞受賞。

## 人物・経歴
1998年熊本大学文学部文学科卒業。1990年ニューカッスル大学文学言語学コンピューティング研究所留学（文部省派遣留学生）。1991年熊本大学大学院文学研究科英文学専攻修士課程修了、文学修士。1992年有明工業高等専門学校助手。
1993年文部省派遣在外研究員（ニューカースル大学文学言語学コンピューティング研究所）。1994年有明工業高等専門学校講師。1996年大阪大学言語文化部言語工学部門講師。同年和田勇一賞受賞。2000年大阪大学言語文化部言語工学部門助教授。
2005年大阪大学大学院言語文化研究科准教授。2018年日本デジタルヒューマニティーズ学会会長。2019年大阪大学大学院言語文化研究科教授。2022年大阪大学大学院人文学研究科教授、英語コーパス学会会長。

## 著作
- "English corpora under Japanese eyes : bound" edited by Junsaku Nakamura, Nagayuki Inoue and Tomoji Tabata Rodopi 2004年 (Language and computers : studies in practical linguistics, no. 51)
- "Stylistic studies of literature : in honour of Professor Hiroyuki Ito pbk." Masahiro Hori, Tomoji Tabata, and Sadahiro Kumamoto (eds.) Peter Lang 2009年
- 『テキストマイニングによる言語研究』（岸江信介と共編）ひつじ書房 2014年
- 『言語研究と量的アプローチ』（石川有香, 石川慎一郎, 清水裕子, 長加奈子, 前田忠彦と共編）金星堂 2016年